# Vanesa Romero Torres
Vanesa Romero Torres (Alacant, 4 de juny de 1978) és una model, presentadora i actriu valenciana. Coneguda principalment pel seu paper d'Ana "Inga" a Aquí no hay quien viva d'Antena 3 i de "Raquel Villanueva" a La que se avecina, sèrie que s'emet actualment a Telecinco i FDF.

## Filmografia[1][2]

### Televisió
| Com a actriu - Una de Dos(1998) - ¡Ala... Dina! (2001) - A Tortas con la Vida (2005-2006) - Aquí no hay quien viva (2005-2006) - La que se avecina (2007-actuatlitat) | Com a presentadora - Jaula de pillos (Localia TV) - Del 40 al 1 (Canal plus) - Formula TV (40 TV) - Los imposibles (Telemadrid) - Noche de impacto (Antena 3) - La batidora (Antena 3) - Campanades d'Antena 3 |

### Cinema
- The Sindone (2009)
- Entre Dos Reinos (2010)
- El Rayo y la Sirena
- Nueve Meses (2010)
- Save the Zombies (2013)

### Publicitat
- Tres (2013)
- ¡Qué desastre de función! (2013-2014)